# پایان‌شناسی

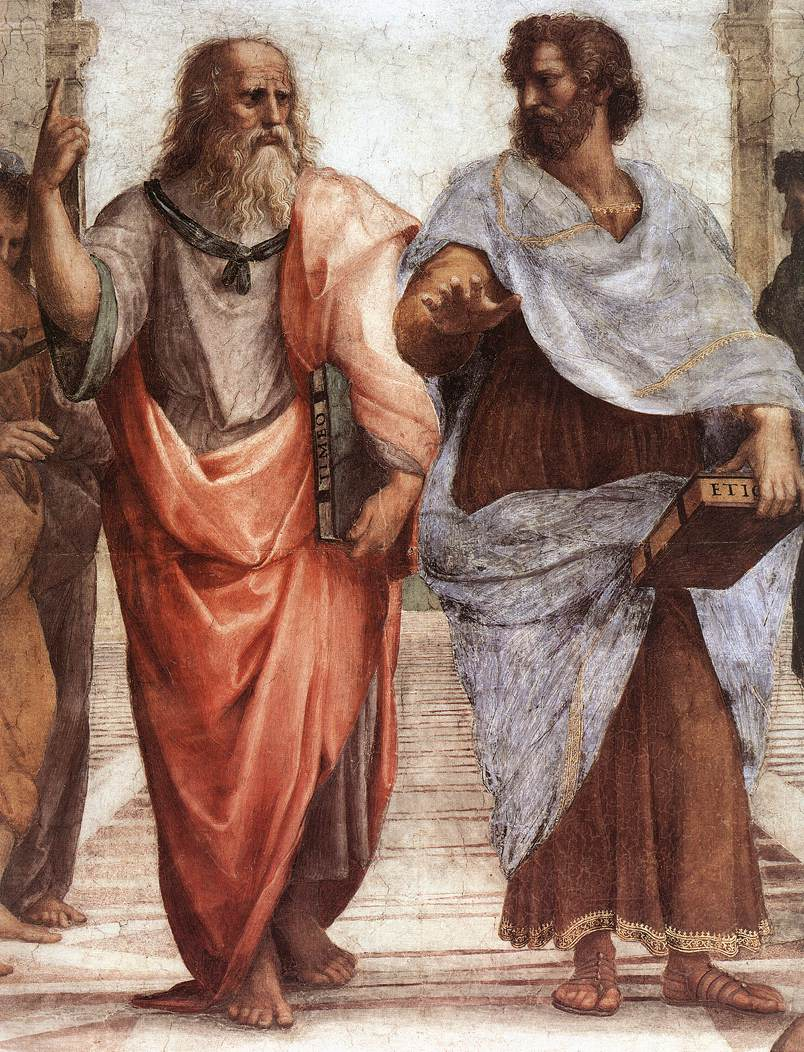
تصویری از افلاطون و ارسطو در مدرسه آتن، هر دو به توسعه استدلال‌های فلسفی نظم ظاهری جهان پرداختند (لوگوس)

پایان‌شناسی یا مطالعه حکمت غایی یا غایت‌شناسی (به انگلیسی: Teleology, Finality) توضیح یا دلیلی برای کارکرد هرچیزی با توجه به پایان، هدف یا غایتش است. هدفی که توسط عمل انسان ایجاد شده‌است، مثلاً هدف چنگال، بیرونی یا دارای مبدأ خارجی(Extrinsic) نامیده می‌شود. پایان‌شناسی طبیعی، که در فلسفه کلاسیک رایج بود اما امروزه بحث‌برانگیز است، معتقد است که موجودیت‌های طبیعی، صرف‌نظر از دیدگاه یا استفاده انسان‌ها، دارای اهداف ذاتی هستند. مثلاً ارسطو ادعا کرد که هدف غایی میوهٔ بلوط تبدیل شدن به یک درخت بلوط بالغ و کامل است.